# 夢田球場
夢田球場（英語：Field of Dreams），位於美國愛荷華州迪比克縣內的戴爾斯維爾，是為1989年的同名電影《夢幻成真》之拍攝而建的棒球場和流行文化旅遊景點。
2021年起，美國職棒大聯盟在此球場旁新建一座符合職棒比賽標準的球場，進行名為「MLB夢田之戰」之例行賽，以致敬此電影。